# NGC 4798
NGC 4798 је елиптична галаксија у сазвежђу Береникина коса која се налази на NGC листи објеката дубоког неба.
Деклинација објекта је + 27° 24' 46" а ректасцензија 12h 54m 55,3s. Привидна величина (магнитуда) објекта NGC 4798 износи 13,2 а фотографска магнитуда 14,2. NGC 4798 је још познат и под ознакама NGC 4797, UGC 8038, MCG 5-31-4, CGCG 159-118, CGCG 160-13, PGC 43981.